# Rhipogonum fawcettianum
Rhipogonum fawcettianum är en enhjärtbladig växtart som beskrevs av Ferdinand von Mueller och George Bentham. Rhipogonum fawcettianum ingår i släktet Rhipogonum och familjen Rhipogonaceae. Inga underarter finns listade.